# Hundred Bands
Hundred Bands – drugi album studyjny polskiego rapera Zeamsone. Wydawnictwo ukazało się 11 października 2019 za pośrednictwem wytwórni muzycznej My Music.
Album jest utrzymany w stylu muzyki hip-hop. Składa się z wersji standardowej (1 CD).
Płyta dotarła do 7. miejsca polskiej listy sprzedaży – OLiS.

## Lista utworów
Opracowano na podstawie materiału źródłowego. 
| Hundred Bands – Wersja standardowa | Hundred Bands – Wersja standardowa | Hundred Bands – Wersja standardowa |
| Nr                                 | Tytuł utworu                       | Długość                            |
| ---------------------------------- | ---------------------------------- | ---------------------------------- |
| 1.                                 | „Jebać grę”                        | 1:14                               |
| 2.                                 | „Paradoksalnie”                    | 2:50                               |
| 3.                                 | „Od tej pory”                      | 2:49                               |
| 4.                                 | „Trudny”                           | 2:25                               |
| 5.                                 | „Sport” (oraz Young Igi)           | 3:20                               |
| 6.                                 | „Nie interesuje”                   | 3:02                               |
| 7.                                 | „Brudne myśli” (oraz Tymek)        | 3:24                               |
| 8.                                 | „Vlone”                            | 2:35                               |
| 9.                                 | „Balmain”                          | 3:36                               |
| 10.                                | „10 (morning sun)”                 | 2:42                               |
| 11.                                | „Bankroll”                         | 2:16                               |
| 12.                                | „Everest” (oraz Gedz)              | 4:28                               |
| 13.                                | „Mollypercocets”                   | 3:30                               |
| 14.                                | „Japanese Hoes” (oraz Deys)        | 4:37                               |
| 15.                                | „3M0cj3”                           | 3:14                               |
|                                    |                                    | 46:02                              |

## Pozycja na liście sprzedaży

### Pozycja na liście tygodniowej
| Kraj   | Lista (2019)  | Najwyższa pozycja |
| ------ | ------------- | ----------------- |
| Polska | OLiS – albumy | 7                 |